# Droogmansia chevalieri
Droogmansia chevalieri là một loài thực vật có hoa trong họ Đậu. Loài này được (Harms) Hutch. & Dalziel miêu tả khoa học đầu tiên.